# Zastava Surinama
Zastava Surinama je sastavljena od pet vodoravnih polja: zelenih (rubna, dvostruke širine), bijelih i crvenog (središnje, četverostruke širine).  U sredini zastava je žuta petokraka zvijezda. 
Zastava je usvojena 25. studenog, 1975., nakon proglašenja neovisnosti Surinama. Zvijezda predstavlja jedinstvo etničkih grupa, crveno polje napredak i ljubav, bijela mir i pravdu, a zelena nadu i plodnost. 
Bivša zastava se sastojala od pet zvijezda povezanih elipsom. Zvijezde su predstavljale etničke grupe: domoroce Indijance, kolonizatore Europljane, Afrikance koji su dovođeni za rad na plantažama, te Hinduse, Javance i Kineze. Elipsa je predstavljala jedinstvo između tih etničkih grupa. 